# امامزاده نورالدین احمد
امامزاده نورالدین احمد مربوط به دوره صفوی است و در حد واسط اردکان و عقدا، محله گاپله واقع شده و این اثر در تاریخ ۷ مهر ۱۳۸۱ با شمارهٔ ثبت ۶۳۱۴ به‌عنوان یکی از آثار ملی ایران به ثبت رسیده است.